# Наземная станция

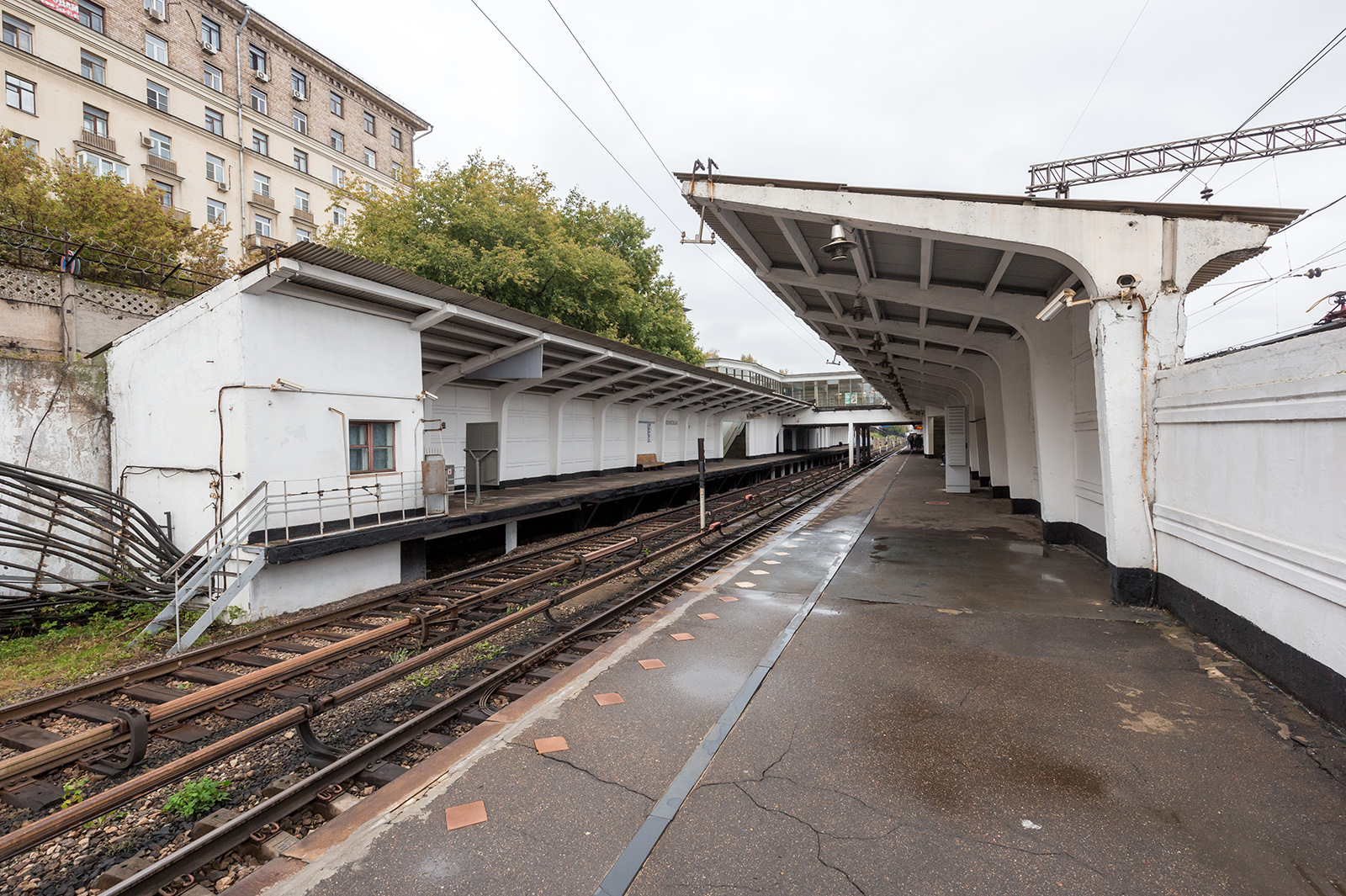
Станция «Студенческая» Московского метрополитена

Наземная станция  — станция, отличительной особенностью которых является расположение непосредственно на поверхности. Такой вид станции является обычным для типичной железной дороги и скоростного трамвая. Однако в метро (типично имеющем подземное, либо надземное заложение) лишь небольшая часть станций являются наземными. У метро и трамвая существует два типа наземных станций: открытые и крытые. В СССР первой наземной станцией стала разобранная «Первомайская», открытая в депо «Измайлово» 24 сентября 1954 года.

## Крытая станция

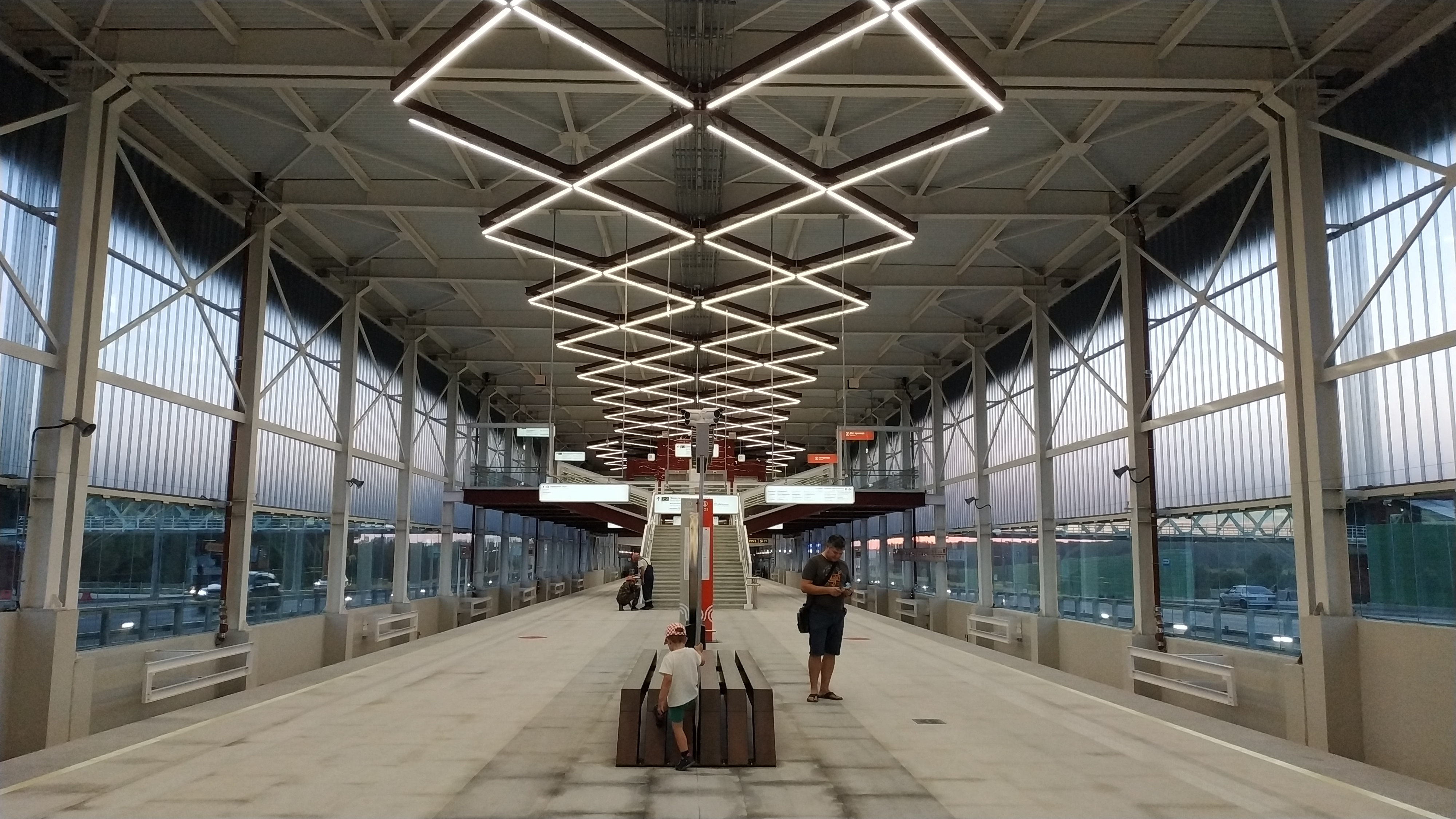
Станция «Прокшино» Московского метрополитена

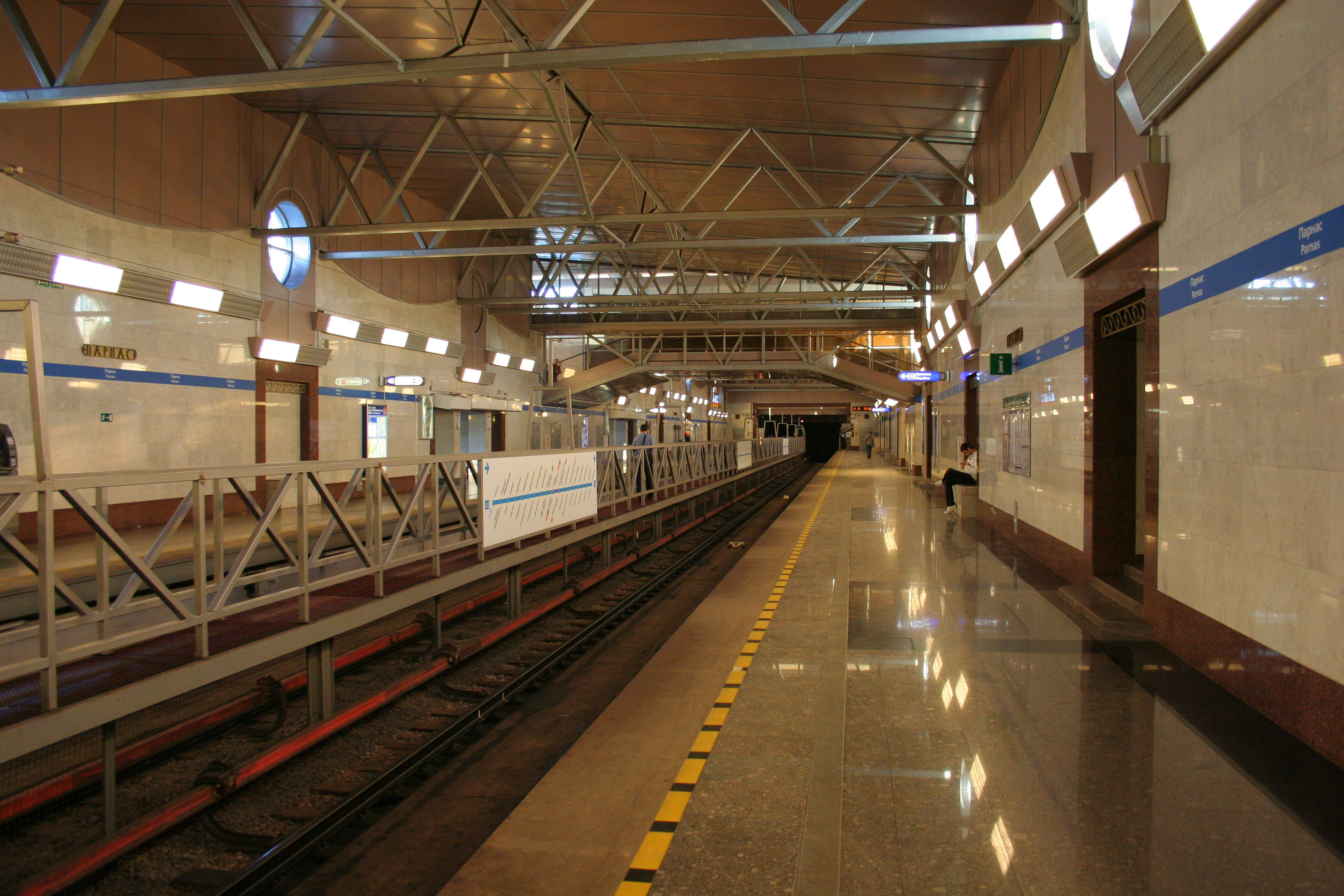
Станция «Парнас» Петербургского метрополитена

В конструкции наземной крытой станции имеются стены и потолки, закрывающие пути и платформу. Таким образом, станция является закрытым помещением с собственным воздушным контуром. Преимущество такой конструкции состоит в том, что на ней возможно поддерживать комфортную для людей температуру. Помимо того, наземная станция может иметь разные конструктивные элементы, такие, как фермы, лестницы, балконы.
В России такие станции есть в Санкт-Петербурге: «Купчино», «Девяткино», «Рыбацкое», «Парнас» и «Шушары»; в Нижнем Новгороде — «Буревестник»; в Новосибирске — «Речной вокзал» (с некоторыми оговорками — один из павильонов станции располагается под землёй, выход на метромост); в Москве — «Мякинино», «Технопарк», «Филатов Луг», «Прокшино», «Потапово» и полуподземные станции «Мичуринский проспект» и «Пыхтино»; если считать ещё и монорельс (ММТС), то к ним относится « Улица Академика Королева».
Ранее в Москве существовало ещё две станции данного типа: старая «Первомайская», закрытая в 1961 году; и старая «Калужская», закрытая в 1974 году. В Волгоградском скоростном трамвае такую конструкцию будут иметь две строящиеся станции «Купоросная Балка» и «Госуниверситет».

## Открытая станция

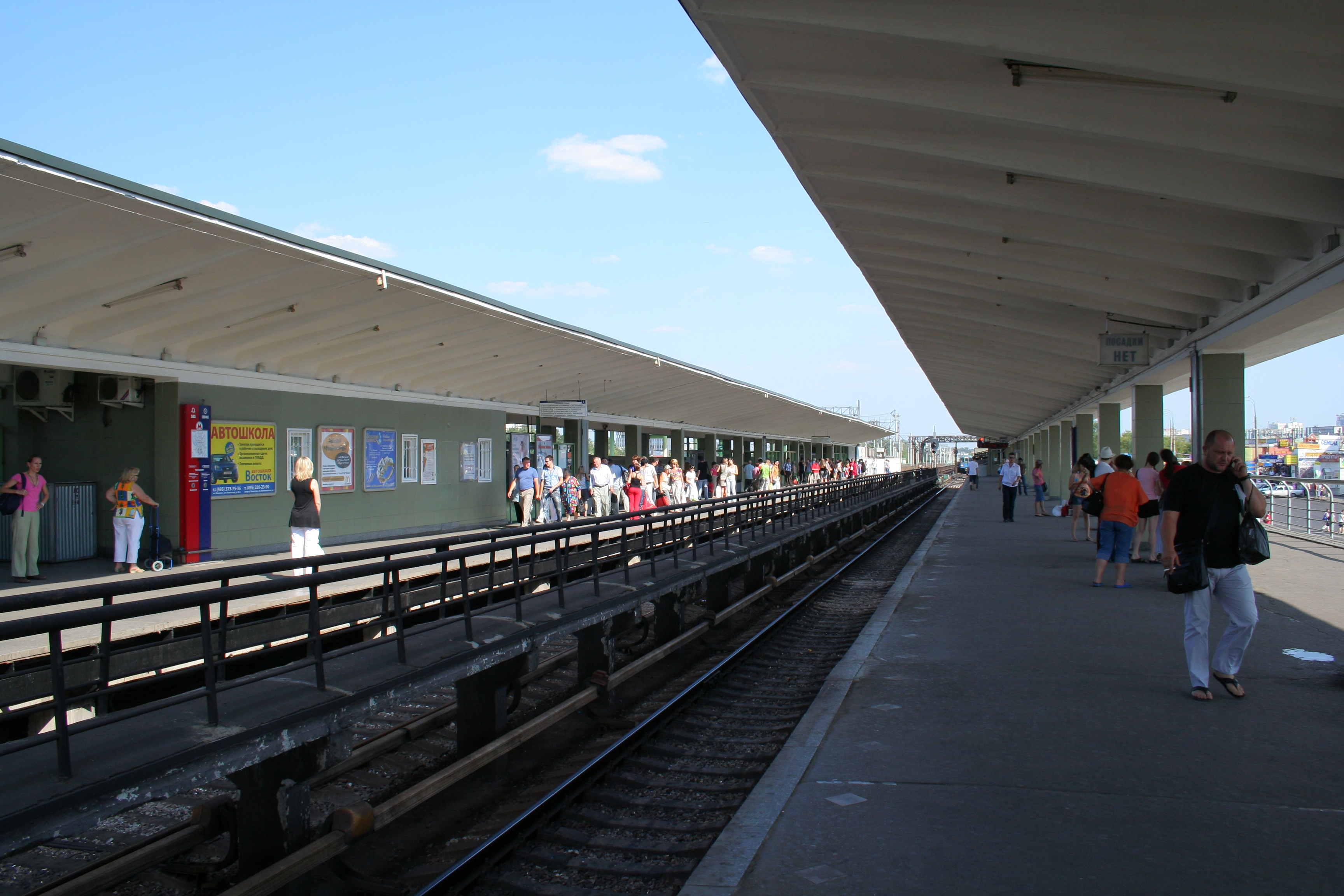
Станция «Выхино» Московского метрополитена

Обычно такие станции представляют собой не здание, а островную платформу с навесом, опирающимся на ряд колонн по центру, либо боковые платформы со стенами и навесом.
Станции подобного типа наиболее дёшевы в строительстве и сходны с железнодорожными платформами.
В метрополитенах бывшего СССР наземные открытые станции имеются в Московском метрополитене («Измайловская», «Кунцевская», «Пионерская», «Фили», «Багратионовская», «Филёвский парк», «Кутузовская», «Студенческая» и «Выхино»), Киевском метрополитене («Днепр», «Гидропарк», «Левобережная», «Дарница», «Черниговская», «Лесная»), Криворожском метротраме («Городская больница», «Площадь Труда», «Кольцевая») и Самарском метрополитене («Юнгородок»). Также существуют наземные станции в Тбилиси, Баку, Ереване и Ташкенте. В Петербургском метрополитене открытой была станция «Дачное», работавшая с 1966 по 1977 год включительно. В Волгоградском скоростном трамвае такую конструкцию имеют 15 станций на участке «ВГТЗ» — «ТРК Европа», ныне закрытые «Бакинская» и «7-я Гвардейская» на участке старой линии и конечная станция первой линии «Площадь Чекистов».
В других странах открытые наземные станции широко распространены: зачастую до половины сети метрополитена образуют станции подобного типа (Лондон, Мехико и др.).